# Baryscapus thanasimi
Baryscapus thanasimi är en stekelart som först beskrevs av William Harris Ashmead 1894.  Baryscapus thanasimi ingår i släktet Baryscapus och familjen finglanssteklar. Inga underarter finns listade.